# Clara Soares
 (mars 2024).
Clara Soares est une actrice et chanteuse française spécialisée dans le doublage.
Elle est notamment la voix française régulière de Millie Bobby Brown et de María Pedraza ainsi que l'une des voix de Kaitlyn Dever. En 2016, elle devient la voix de Ochako Uraraka dans l'animé tiré du manga My Hero Academia. Elle a également enregistré de nombreux livres audio.

## Biographie
À quatre ans, elle intègre l'école Willems en section d'éveil musical. À six ans, Clara Soares entre au conservatoire de Fresnes où elle suit des cours de violon et de piano jusqu'à ses 15 ans. Diplômée d'un Master 2 en gestion Marketing en 2012, elle décide alors de suivre sa passion et commence une formation aux Cours Florent où elle travaille avec Franck Victor, Julien Delbès, Isabelle Gardien ainsi que Jérôme Dupleix[source insuffisante].
Elle monte sur scène la première fois avec Guys 'n' Dolls, spectacle monté au cours Florent. Elle poursuit ensuite ses expériences sur scène et dans le doublage, milieu qu'elle intègre en 2014[réf. nécessaire]. Elle devient, entre autres, la voix française de Millie Bobby Brown grâce à Stranger Things.

## Théâtre
- 2014 : Blanche-Neige et les Sept Nains, mise en scène de Guy Grimberg[3]
- 2017 : Hansel et Gretel, la comédie musicale de Guillaume Beaujolais et Fred Colas, mise en scène de David Rozen[4]
- 2017 : Quand on aime, on n'compte pas, de Jonathan Dos Santos, mise en scène d'Anthony Marty[5]
- 2017 : La vie parisienne ou presque, mise en scène de Philippe d'Avilla[5]
- 2018 : Jamais le deuxième soir, mise en scène d'Enver Recepovic[6]
- 2019 : Faites l'amour pas des gosses, de Sacha Judaszko et Sophie Depooter[7]
- 2019 : La Petite Sirène, le spectacle musical de Jonathan Dos Santos[8]

## Doublage
Sources : Doublage Séries Database, Nautiljon, Anime News Network et RS Doublage

### Cinéma

#### Films
- Millie Bobby Brown dans :
  - Godzilla 2 : Roi des monstres (2019) : Madison Russel
  - Enola Holmes (2020) : Enola Holmes
  - Godzilla vs Kong (2021) : Madison Russel
  - Enola Holmes 2 (2022) : Enola Holmes
  - La Demoiselle et le Dragon (2024) : la princesse Elodie
  - The Electric State (2025) : Michelle Greene

- María Pedraza dans :
  - Tu emmènerais qui sur une île déserte ? (es) (2019) : Marta
  - Étoiles de cristal (es) (2022) : Irene Solís
  - Awareness (en) (2023) : Esther

- Woody Norman (en) dans :
  - La Maison du mal (2023) : Peter
  - Le Dernier Voyage du Demeter (2023) : Toby, petit-fils d'Elliot
- 2017 : Beyond Skyline : Vilma (Zarah Mahler)
- 2018 : Un raccourci dans le temps : Veronica Kiley (Rowan Blanchard)
- 2018 : Yardie : Yvonne jeune (Reshawna Douglas)
- 2018 : Sierra Burgess Is a Loser : Chrissy (Giorgia Whigham)
- 2018 : Outlaw King : Le Roi hors-la-loi : Marjorie Bruce (Josie O'Brien)
- 2019 : L'Art du mensonge : Lili (Nell Williams)
- 2020 : Société secrète de la royauté : January (Isabelle Blake-Thomas)
- 2020 : The Prom : Alyssa Greene (Ariana DeBose)
- 2020 : Horse Girl : Jane Doe (Gelula Dylan)
- 2020 : Kadaver (en) : Alice (Olivia Remman Tuva)
- 2021 : Anne Frank, ma meilleure amie : Coco (Carmen Van Zantwijk)
- 2022 : Me Time : Enfin seul ? : Ava Fisher (Amentii Sledge)
- 2022 : Les enfants sont bizarres : Lucy Huerta (Briella Guiza)
- 2022 : Colère divine : Pauli (Juanita Reale)
- 2022 : Narvik : Ole Tofte (Christoph Gelfert Mathiesen)
- 2022 : Darby and the Dead (en) : Bree (Genneya Walton)
- 2022 : La Proie du diable : Natalie (Posy Taylor)
- 2023 : L'Effet veuf (en) : Lily Kayne (Kaitlyn Dever)
- 2024 : Mothers' Instinct : Theo (Eamon O'Connell)
- 2025 : Fear Street: Prom Queen : Debbie Winters (Rebecca Ablack)

#### Films d'animation
- 2016 : A Silent Voice : Shoya (enfant)
- 2017 : No Game No Life: Zero : Couronne Dola, Stephanie Dola
- 2018 : La Bataille géante de boules de neige 2 : L'Incroyable course de luges : Charline
- 2018 : My Hero Academia: Two Heroes (en) : Ochaco Uraraka / Uravity
- 2019 : Arctic Dogs : Mission polaire : Swifty (enfant)
- 2019 : My Hero Academia: Heroes Rising : Ochaco Uraraka / Uravity
- 2020 : Nos mots comme des bulles : Mari
- 2020 : Mighty Express : L'Aventure de Noël : Milo le mécano
- 2020 : Loin de moi, près de toi : Yoriko
- 2021 : D'Artagnan et les trois mousquetaires (es) : Constance
- 2021 : Sailor Moon Eternal : Palla-Palla / Sailor Pallas
- 2022 : La Nuit au musée : Le Retour de Kahmunrah : Erica
- 2022 : Les Murs vagabonds : Natsume
- 2022 : My Hero Academia: World Heroes' Mission : Ochaco Uraraka / Uravity
- 2022 : Mighty Express : Tout déraille ! : Milo le mécano
- 2023 : Pretty Guardian Sailor Moon Cosmos, le film (en) : Sailor Pallas et Sailor Mnemosyne
- 2024 : My Hero Academia: You're Next : Ochaco Uraraka / Uravity
- 2024 : Vaiana 2 : voix additionnelles

### Télévision

#### Téléfilms
- Abby Donnelly dans :
  - Malibu Rescue : The Movie (2019) : Lizzie
  - Malibu Rescue : Une Nouvelle Vague (2020) : Lizzie

- Cleary Herzlinger dans :
  - Noël dans la peau d'une autre (2018) : Kelly Turner
  - Un Noël plein d'étincelles (2019) : Ruthie
- 2016 : Les Âmes en suspens : Helen (Abigail Pniowsky)
- 2017 : Ma fille kidnappée ! : Ashley (Jade Falcon)
- 2018 : La Maison des secrets : Ava (Violet Hicks)
- 2018 : Coup de foudre sous la neige : Nikki (Kayla Hutton)
- 2018 : Quand ma fille se met en danger... : Emma (Savannah Judy)
- 2018 : Un nid d'amour pour Noël : Emma (Hattie Kragten)
- 2018 : Mon oncle Archimède : Aris (Tadeas Stourac)
- 2018 : Mon petit mensonge de Noël : Lacey (Sydney Van Delft)
- 2018 : Sur les pistes de l'Amour : Sarah (Corey Woods)
- 2019 : Poursuis tes rêves : Une fête inoubliable : Zoé Caletian (Barsamian Carmela)
- 2019 : Un décor de rêve pour Noël : Maddie (Mia Clark)
- 2019 : Noël sous un ciel étoilé : Matt Gibbons (Anthony Bolognese)
- 2020 : Le Secret : Tous les rêves sont permis : Missy Wells (Sarah Hoffmeister)
- 2020 : Fiancée à l'imposteur : Nicky (Elise Cantor)
- 2020 : Trop d'amour à donner : Sofi (Renata Toscano Bruzon)
- 2021 : Confessions d'une Camgirl : Lili (Eve Edwards)
- 2021 : Mariage parfait sous la neige : Zoey Livingston (Tedra Rogers)
- 2022 : Ados sans limites : Lily Miller (Devin Cecchetto)

#### Séries télévisées
- Gracyn Shinyei dans :
  - Le Maître du Haut Château (2015-2019) : Amy Smith (25 épisodes)
  - Batwoman (2019-2021) : Katherine « Kate » Kane jeune (9 épisodes)

- Stefania LaVie Owen dans :
  - Chance (2016-2017) : Nicole Chance (20 épisodes)
  - I'm Dying Up Here (2017-2018) : Amanda Robbins (saison 2)

- Joey Rippo dans :
  - The Path (2017) : Johnny (saison 2, épisodes 7 et 8)
  - Bull (2018) : Nicholas Allen (saison 2, épisode 18)

- Saara Chaudry (en) dans :
  - Dino Dana (en) (2017-2020) : Saara Jain (43 épisodes)
  - Les Muppets Rock (en) (2023) : Hannah Singh (10 épisodes)

- María Pedraza dans :
  - Élite (2018) : Marina Nunier (saison 1)
  - Toy Boy (2019-2021) : Triana Marin (21 épisodes)

- 2014-2016 : Normal Street (en) : Stanley Zielinski (David Bloom) (22 épisodes)
- 2015 : American Patriot : Ally O'Dhonaill (Charlotte Arnold) et Myna Albans (Jolie Olympia Choko)
- 2015-2019 : Crazy Ex-Girlfriend : Tommy Proctor (Steele Stebbins) (10 épisodes)
- 2016 : Alerte Contagion : Britney (Nadej K Bailey) (mini-série)
- 2016 : One Mississippi (en) : Tig adolescente (Madeline Bertani) (saison 1)
- 2016 : Incorporated : Hazel Hendricks (Hattie Kragten)
- 2016 : Spring Tide : Sandra Sahlman (Saga Samuelsson)
- 2016 : La Folle Aventure des Durrell : Margo Durrell (Daisy Waterstone (en)) (1re voix)
- 2016-2017 : Le Dernier Seigneur : Sally Sweet (Chloe Guidry)
- 2016-2018 : Colony : Gracie Bowman (Isabella Crovetti) (36 épisodes) et Meadow (Elise Gatien) (saison 3)
- 2016-2018 : 12 Monkeys : Samuel Ramse (Peter DaCunha) (10 épisodes)
- 2016-2018 : Westworld : la fille de Maeve (Jasmyn Rae) (10 épisodes)
- 2016-2019 : Shadowhunters : Max Lightwood (Jack Fulton) (8 épisodes)
- 2016-2019 : Star : Star Davis (Jude Demorest) (48 épisodes)
- depuis 2016 : Stranger Things : Jane Hopper / Onze (Millie Bobby Brown)
- 2017 : Bones : Patty (Melanie Paxson) (saison 12, épisode 2)
- 2017 : Master of None : Denise enfant (Heaven Michelle McCoy) (saison 2, épisode 8)
- 2017 : The Punisher : Frank Castle Jr. (Aidan Pierce Brennan) (saison 1)
- 2017 : Scandal : Jennifer Fiels (Chelsea Kurtz) (saison 6)
- 2017 : Bull : Yuna Kee (Alexa Mansour) (saison 1, épisode 13)
- 2017 : Taken : Mattie Glynn (Peyton Kennedy) (saison 1, épisode 4)
- 2017-2019 : Mustangs FC : Marnie (Emmanuelle Mattana) (39 épisodes)
- 2017-2018 : L'Arme fatale : Ben (Duncan Joiner) (saison 2)
- 2017-2019 : Marie-Thérèse d'Autriche : Maria Anna (Anna Posch) (mini-série)
- 2017-2020 : Harry Bosch : Joe Edgar (Seth Carr) (6 épisodes) et Elizabeth Clayton (Jamie Anne Allman) (12 épisodes)
- 2017-2022 : The Handmaid's Tale : La Servante écarlate : Hannah Bankole (Jordana Blake) (12 épisodes)
- 2018 : La Foire aux vanités : Rose Crawley enfant (Niamh Durkin) (mini-série)
- 2018 : L'Énigme de Flatey : Nonni (Emil B. Karason) (mini-série)
- 2018 : Daredevil : Sami Nadeem (Noah Huq) (saison 3)
- 2018 : Soupçon de magie : Katie (Chelsea Clark) (saison 4, épisode 6)
- 2018 : Good Doctor : Quinn Darby (Sophie Giannamore) (saison 1, épisode 14)
- 2018 : Raven : Isabella (Eliza Pryor) (saison 2, épisode 10)
- 2018 : Timeless : Fei Yunshan (Megan Liu) (saison 2, épisode 10)
- 2018 : American Housewife : Harriet (Hala Finley (en)) (saison 3, épisode 9)
- 2018 : La Fête à la maison : 20 Ans après : Ashlyn (Sydney Mikayla) (saison 4, épisode 4)
- 2018 : Troie : La Chute d'une cité : Iphigénie (Lauren Coe) (mini-série)
- 2018 : This Is Us : Raven (Ciera Hart) (saison 2, épisode 17)
- 2018 : Butterfly (en) : Moly (Lola Ogunyemi)
- 2018 : The Romanoffs : Alex Myers jeune (Kale Culley)
- 2018 : Si je ne t'avais pas rencontrée : Elisa enfant (Mariona Schilt)
- 2018 : Rig 45 : Joan (Samantha Svensson Riggs)
- 2018 : Pique-nique à Hanging Rock (en) : Hester jeune (Charlotte Steenbergen) (mini-série)
- 2018 : All About the Washingtons (en) : Skyler Washingtons (Leah Rose Randall) (10 épisodes)
- 2018-2021 : Mr Inbetween : Brittany (Chika Yasumura) (26 épisodes)
- 2018-2022 : L'Amie prodigieuse : Carmela Peluso enfant (Francesca Pezzella) (11 épisodes)
- 2018-2023 : Mayans M.C. : Leticia Cruz (Emily Tosta) (23 épisodes)
- depuis 2018 : Cobra Kai : Moon (Hannah Kepple)
- 2019 : Les Anonymes : Rose Aquino (Abigail Adriano)
- 2019 : Poupée russe : Lucy (Tatiana E. Rivera) (saison 1, épisodes 5 et 7)
- 2019 : Northern Rescue (en) : Stacy (Olivia Farquhar)
- 2019 : Quicksand : Lina Norberg (Iris Herngren)
- 2019 : The Society : Bean (Salena Qureshi)
- 2019 : Criminal : Allemagne (en) : Nadine Keller (Eva Meckbach)
- 2019 : Unbelievable : Marie (Kaitlyn Dever)
- 2019 : Poursuis tes rêves : Zoe Caletian (Carmela Barsamian)
- 2019 : Malibu Rescue : Lizziz (Abby Donnelly)
- 2019 : Tin Star (en) : Brittany (Michelle McLeod) (saison 2, épisode 4)
- 2019 : His Dark Materials : À la croisée des mondes : Sœur Clara (Morfydd Clark) (saison 1)
- 2019 : The Politician : Chippy (Friday Macy) (saison 1, épisode 5)
- 2019-2021 : Sex Education : Ola Nyman (Patricia Allison) (21 épisodes)
- 2019-2021 : Philo : Sapere aude : Minerva (Azul Fernandez)
- 2019 / 2022 : Umbrella Academy : Claire (Coco Assad) (saison 1, épisode 8 et saison 3, épisode 10)
- 2019-2022 : After Life : George Braden (Tommy Finnegan)
- 2019-2022 : Comment élever un super-héros : Esperanza (Sammi Haney) (16 épisodes)
- 2020 : #blackAF (en) : Chloe Barris (Genneya Walton)
- 2020 : Her Voice : Prisha (Shalini Bathina)
- 2020 : Les Baby-Sitters : Mallory Pike (Vivian Watson) (11 épisodes)
- 2020 : Sneaker Addicts (en) : Cleo (Kyrie Mcalpin)
- 2020 : The Outsider : Jessa Maitland (Scarlett Blum) (mini-série)
- 2020-2022 : Star Trek: Discovery : Adira (Blu Del Barrio) (19 épisodes)
- 2020-2022 : The Boys : Janine (Liyou Abere) (6 épisodes)
- 2020-2023 : Mes premières fois : Devi Vishwakumar (Maitreyi Ramakrishnan) (39 épisodes)
- 2021 : The Nevers : Clara (Sylvie Briggs)
- 2021 : Allegra : Sofia (Emilia Mernes)
- 2021 : And Just Like That... : Rose Goldenblatt (Alexa Swinton)
- 2021 : Même pas la peine (en) : Han Hyun-A (Choi Yu-jin)
- 2021-2022 : Big Sky : Phoebe Leyendecker (Zoë Noelle Baker) (13 épisodes)
- 2021-2023 : L'Empire du bling : Chérie Chan (Chérie Chan)[n 1]
- 2021-2023 : Walker : Isabel Muñoz (Gabriela Flores (en)) (8 épisodes)
- depuis 2021 : Ginny and Georgia : Padma (Rebecca Ablack)
- 2022 : Ritmo Salvaje (es) : Bombita (Martina La Peligrosa)
- 2022 : Devil in Ohio : Dani (Naomi Tan)
- 2022 : This Is Going to Hurt : Shruti (Ambika Mod)
- 2022 : Mes parrains sont magiques : Encore + magiques : Zina (Imogen Cohen)
- 2022 : Les Enquêtes de Vera : Zara Swann (Grace Hogg-Robinson) (saison 11, épisode 4)
- depuis 2022 : From : Matthews Ethan (Simon Webster)
- 2023 : One Piece : Sanji enfant (Christian Convery)
- 2023 : Wolf Pack : Tia (Stella Smith)
- 2023 : The Gold : Le Casse du siècle (en) : Sienna Rose (Ellora Torchia)
- 2023 : La Chute de la maison Usher : Madeline Usher jeune (Willa Fitzgerald) (mini-série)
- 2023 : Yu Yu Hakusho : Botan (Kotone Furukawa)
- 2023-2025 : La Roue du temps : Elayne Trakand (Ceara Coveney) (15 épisodes)
- 2024 : Les Expatriées : Gus (Connor James) (mini-série)
- 2024 : AlRawabi School for Girls : Sarah (Tara Abboud) (saison 2)
- 2024 : Sugar : ? (?)
- 2024 : Geek Girl : Lexi (Mia Jenkins (en))
- 2024 : Las Azules : Gabina (Amorita Rasgado)
- 2024 : Chocolat amer : Josefita « Tita » de la Garza (Azul Guaita (es))

#### Séries d'animation
- 2009-2011[n 2] : Sawako : Ayane Yano
- depuis 2013 : PAW Patrol : La Pat' Patrouille : Tuck
- 2014 : Witchcraft Works : Miichan et Yoshiko Tanuma
- 2015 : Yo-kai Watch : Usapyon
- 2015-2016 : Cochon Chèvre Banane Criquet : Chèvre
- 2015-2020 : Shimmer et Shine : Gigi, Kaz, Nila et Zora
- 2015-2022 : Robin des Bois: Malice à Sherwood : Isabelle Et Scarlett (création de voix)
- 2015-2023 : Overlord : Mare Bello Fiore et Shalltear Bloodfallen
- depuis 2015 : Miraculous : Les Aventures de Ladybug et Chat Noir : Lila Rossi, Kagami Tsurugi, voix additionnelles (création de voix)
- 2016 : Tales of Zestiria : The X : Attak
- 2016 : No Game No Life : Stephanie Dola
- 2016-2019 : La Garde du Roi lion : Yuki
- depuis 2016 : My Hero Academia : Ochako Uraraka, Izuku Midoriya (enfant)
- depuis 2016[n 3] : Re:Zero − Re:vivre dans un autre monde à partir de zéro : Béatrice et Mimi Pearlbaton[13]
- 2017 : Vampirina : Raquelita
- 2017 : Clockwork Planet : Ryuzu
- 2017-2022 : Pete the Cat : Emma
- 2017-2022 : Made in Abyss : Mio et Prushka
- 2018 : Le Trio venu d'ailleurs : Les Contes d'Arcadia : Shanon
- 2018 : Planète Harvettes : Félicia
- 2018 : Butterbean's Café : Le Café enchanté : Dazzle
- 2018 : La Légende des Trois Caballeros : Lili
- 2018 : Le Destin des Tortues Ninja : April O'Neil
- 2018-2019 : Hi Score Girl : Makoto Ono
- 2018-2020 : Chasseurs de trolls : Les Contes d'Arcadia : Sharon
- 2018-2020 : Dragons : Les Gardiens du ciel : Kasseur
- 2018-2022 : Fancy Nancy : Miss Kimberly
- 2018-2022 : Chip et Patate : Amanda Panda et Pedro
- 2019 : The Promised Neverland : Norman
- 2019 : La Ligue des justiciers : Nouvelle Génération : Tara Markov/Terra[n 4]
- 2019-2021 : Fruits Basket : Hiro Soma et Motoko Minagawa
- 2019-2023 : Kaguya-sama: Love is War : Chika Fujiwara
- depuis 2019 : Demon Slayer: Kimetsu no Yaiba : Aoi Kanzaki
- depuis 2020 : TONIKAWA : Over the Moon for You : Kaname Arisugawa
- depuis 2020 : Mighty Express (en) : Milo
- 2021 : Queer Force : la princesse Mira[n 5]
- 2021-2022 : Charlotte aux fraises : À la conquête de la grande ville : Citronelle
- 2021-2022 : Platinum End : Susumu Yuito
- 2021-2023 : Horimiya : Motoko Iura
- depuis 2021 : To Your Eternity : Rean
- depuis 2021 : Gabby et la Maison magique : Fée Mignonette
- 2022 : Bee et PuppyCat (en) : Bee
- 2022 : Zootopie+ (en) : Fru Fru et Gazelle
- 2022 : Transformers : EarthSpark : Mo
- 2022 : Équipe Action : Sky, Tella-Portanya
- 2022 : Komi cherche ses mots : Ayami Sasaki (saison 2)
- 2022-2023 : Bastard!! : Tya Noto Yoko
- depuis 2022 : Les Histoires de Peppa Pig : Peppa Pig, Zoé Zebra, Émilie Éléphant et Freddy Fox
- 2023 : Chainsaw Man : Reze
- 2023-2024 : Undead Unluck : Mui
- depuis 2023 : Oshi no ko : Yuki Sumi
- 2024 : Dee et compagnie au pays d'Oz : Tête de paille
- 2024 : The Grimm Variations : Gretel
- 2024 : A Sign of Affection : Yuki Itose
- 2024 : Quality Assurance in Another World (en) : Nikola
- 2024 : Ariel : Histoires de sirènes : Alanna
- 2024 : Four Knights of the Apocalypse : Guenièvre (saison 2)
- depuis 2024 : Ranma ½ : Ranma Saotome (fille)
- 2025 : Léviathan (en) : Sharp

### Jeux vidéo
- 2009 : League of Legends : Nunu
- 2019 : Shadow Point : Claire
- 2019 : A Plague Tale: Innocence : Mélie
- 2019 : Gylt (en) : Sally
- 2020 : Assassin's Creed Valhalla : Eivor enfant et voix additionnelles
- 2021 : Mon Amie Peppa Pig : Peppa Pig
- 2021 : Final Fantasy XIV: Endwalker : Mappingway
- 2022 : Cookie Run: Kingdom : Cookie Cerise & Cookie Lapin de la Lune
- 2024 : Alone in the Dark : Grace
- 2024 : Apollo Justice: Ace Attorney Trilogy : voix additionnelles[14]
- 2024 : South Park: Snow Day! : l'elfe du tutoriel
- 2024 : Miraculous : Paris Under Siege : Lila Rossi et civils
- 2025 : Assassin's Creed Shadows : ?

## Voix off

### Livres audio
- Emma dans la nuit de Wendy Walker (2018)
- Dans la Neige de Danua Kukafka et Claude Demanuellli (2019)
- Le Jardin secret de Linda Chapman (2021)
- Lebenstunnel d'Oxanna Hope : 
  - Allégeance (2021)
  - Chaos (2021)
  - Pénitence (2021)
  - Guerre totale (2021)
- Et que quelqu'un vous tende la main de Carène Ponte (2022)
- Les Enquêtes d'Enola Holmes de Nancy Springer
  - La Double Disparition (2022)
  - L'Affaire Lady Alistair (2022)
  - Le Mystère des pavots blancs (2022)
  - Le Secret de l'éventail (2022)
  - L'Énigme du message perdu (2022)
  - Métro Baker Street (2022)
  - Enola Holmes et la Barouche noire (2022)
  - Enola Holmes et l'Élégante Évasion (2023)
- Damsel de Evelyn Skye (2024)

### Émissions
- 2018 : MTV Europe Music Awards 2018 : elles-mêmes (Miley Cyrus & Ariana Grande )